# 토산 고씨
토산 고씨(兎山高氏)는 황해북도 토산군을 본관으로 하는 한국의 성씨이다.
시조는 조선에서 이조참판(吏曹參判)을 지낸 제주 고씨의 고광인이며, 이후 제주 고씨와 합본했다.

## 참고 자료
- “토산고씨(兎山高氏)”. 뿌리를 찾아서.[깨진 링크(과거 내용 찾기)]